# Tà Nung
Tà Nung là một xã thuộc thành phố Đà Lạt, tỉnh Lâm Đồng, Việt Nam.

## Địa lý
Xã Tà Nung nằm ở phía tây nam thành phố Đà Lạt, cách trung tâm thành phố 15 km và có vị trí địa lý:
- Phía đông giáp Phường 4 và Phường 5
- Phía tây giáp xã Mê Linh, huyện Lâm Hà và xã Lát, huyện Lạc Dương
- Phía nam giáp xã Mê Linh, huyện Lâm Hà
- Phía bắc giáp Phường 5.

Xã Tà Nung có diện tích 45,92 km², dân số năm 2022 là 5.269 người, mật độ dân số đạt 114 người/km².

## Hành chính
Xã Tà Nung được chia thành 6 thôn: 1, 2, 3, 4, 5, 6.

## Lịch sử
Ngày 14 tháng 3 năm 1979, Hội đồng Chính phủ ban hành Quyết định số 116-CP về việc thành lập xã Tà Nung trên cơ sở vùng kinh tế mới.